# トルクメニスタン空軍
トルクメニスタン空軍（トルクメニスタンくうぐん、トルクメン語: Türkmen Howa Güýçleri）は、トルクメニスタン軍の空軍組織である。1992年創設。総員3,000人。

## 組織
4個航空連隊から成る。

## 装備

### 固定翼機
- MiG-29A/S ×22機[2]
- MiG-29UB ×2機[2]
- Su-25 ×19機[2]
- Su-25MK ×12機[2]
- C-27J ×2機[2]
- An-26 ×1機[2]
- An-74TK ×2機[2]
- EMB-314 ×5機[2]
- M-346FA ×5機[2]
- L-39 ×2機[2]

### ヘリコプター
- Mi-24P ×10機[2]
- AW139 ×2機以上[2]
- Mi-8 ×6機[2]
- Mi-17V-V ×2機[2]
- AW109 ×3機以上[2]

### 無人機・徘徊型兵器
- 彩虹3[2] ×2機[3]
- WJ-600[2]
- バイラクタルTB2 ×3機以上[2]
- ファルコ ×3機以上[2]
- オービター-2[2]
- スカイストライカー[2]

### 対空火器
- 2K11 クルーグ ×2[2]
- FD-2000 ×4[2]
- S-200 アンガラ ×12[2]
- S-125 ペチョラ‐2M ×4[2]
- KS-1A（英語版） ×4[2]
- S-125M1 ネヴァ-M1 ×12[2]
- S-125-2BM ペチョラ ×複数[2]

### 搭載兵装
- R-60 空対空ミサイル[2]
- R-73 空対空ミサイル[2]
- MAN-C 誘導爆弾[2]
- MAN-L 誘導爆弾[2]

### 退役済み
- MiG-21[4]
- MiG-23[4]
- MiG-25[4]
- Su-7B[4]
- Su-17[4]
- Yak-28[4]
- An-12[4]

グルジアは、ガス供給の債務返済の代替としてトルクメニスタンのSu-25を修理している。ウクライナも、MiG-29の近代化を約束しており、また、2003年、600kmまで探知できるレーダー「コリチューガM」（Кольчуга-М）を納入した。